# Carl Magee
Carlton Cole „Carl“ Magee (* 5. Januar 1872 in Iowa; † Februar 1946 in Tulsa, Oklahoma) war ein US-amerikanischer Rechtsanwalt und Verleger. Er patentierte die erste Parkuhr.
Magee gründete 1922 die Zeitung „Magees Independent“. 1923 wechselte der Name in „New Mexico State Tribune“ und 1933 in Albuquerque Tribune. 2008 stellte die Zeitschrift das Erscheinen ein.
Magee wurde durch die Aufdeckung des Teapot-Dome-Skandals bekannt, einer Bestechungsaffäre während der Amtszeit des US-Präsidenten Warren G. Harding. Magee war Redakteur der Zeitung bis zu seiner Versetzung zu den „Oklahoma City News“.
Im Journalismus ist er bekannt durch das Motto „Give Light and the People Will Find Their Own Way“ (Erleuchte und die Menschen werden ihren eigenen Weg finden).
Magee wechselte von der Republikanischen Partei zu den Demokraten und kandidierte erfolglos für den Senat der Vereinigten Staaten.
Magee gilt als der Erfinder der Parkuhr.
Am 13. Mai 1935 reichte er ein Patent für eine „münzkontrollierte Parkuhr“ ein. Das Patent wurde unter Patentnummer 2,118,318 am 4. Mai 1938 eingetragen. Die erste installierte Parkuhr „Black Maria (Schwarze Maria)“ wurde in Oklahoma City installiert.
Er starb Februar 1946 in Tulsa, Oklahoma..